# Mendocino
Mendocino és una concentració de població designada pel cens al comtat de Mendocino (Califòrnia, EUA). Segons el cens del 2000 tenia 824 habitants. Anteriorment també fou coneguda com Big River, Meiggstown i Mendocino City abans de quedar fixat el seu nom actual.

## Història

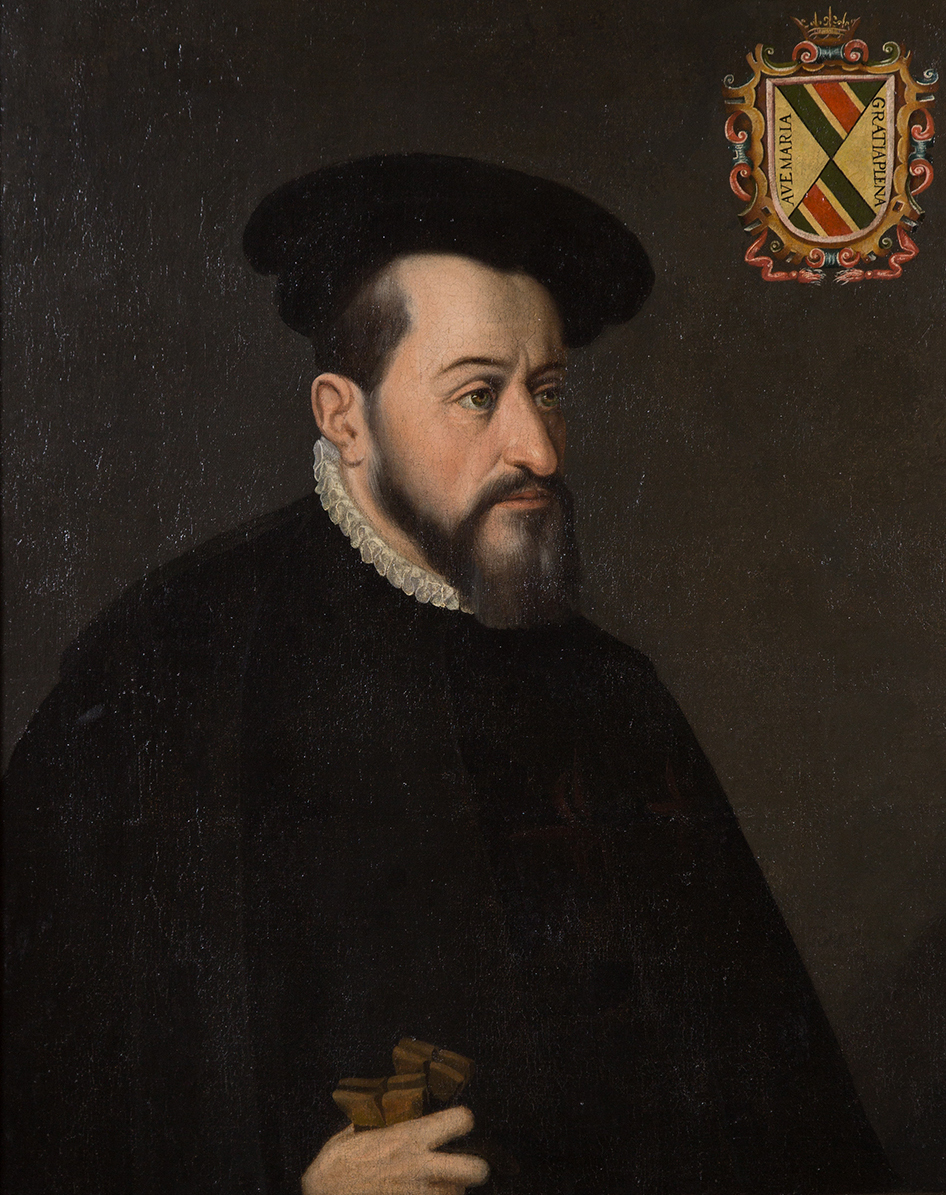
Antonio de Mendoza, qui va donar nom a Mendocino

Abans de 1850 prop de Mendocino , un assentament pomo a la riba nord del riu Big River anomenat Buldam . El 1850 el vaixell Frolic va naufragar unes poques milles al nord de Mendocino, a Point Cabrillo, i la investigació del naufragi per part d'agents de Henry Meiggs va provocar el desenvolupament de la indústria de la fusta a la zona.Mendocino es va fundar el 1852 com a comunitat fustera per al que es va convertir en la Mendocino Lumber Company, i originalment es va anomenar Meiggsville i després Meiggs. La primera oficina de correus es va obrir el 1858.  Molts dels primers pobladors de la ciutat eren habitants de Nova Anglaterra, com passava amb moltes ciutats forestals més antigues del nord de Califòrnia. A la zona també s'hi establiren pescadors portuguesos de les Açores, així com immigrants de la província de Canton a la Xina, que construïren el temple taoista de Kwan Tai a la localitat.
Entre 1940 i 1950 la població de Mendocino va créixer un 3%. El 2021 hi va haver una escassetat d'aigua que va obligar les empreses a transportar la seva pròpia aigua potable.

## Demografia
D'acord al cens del 2000 Mendocino tenia 824 habitants, 424 habitatges, i 220 famílies. La densitat de població era de 140,2 habitants/km².
Dels 424 habitatges en un 18,4% hi vivien nens de menys de 18 anys, en un 43,2% hi vivien parelles casades, en un 6,8% dones solteres, i en un 47,9% no eren unitats familiars. En el 38% dels habitatges hi vivien persones soles el 15,6% de les quals corresponia a persones de 65 anys o més que vivien soles. El nombre mitjà de persones vivint en cada habitatge era d'1,94 i el nombre mitjà de persones que vivien en cada família era de 2,51.
Per edats la població es repartia de la següent manera: un 15,5% tenia menys de 18 anys, un 3,5% entre 18 i 24, un 20,6% entre 25 i 44, un 38% de 45 a 60 i un 22,3% 65 anys o més.
L'edat mediana era de 51 anys. Per cada 100 dones de 18 o més anys hi havia 75,3 homes.
La renda mediana per habitatge era de 44.107 $ i la renda mediana per família de 59.167 $. Els homes tenien una renda mediana de 41.667 $ mentre que les dones 29.875 $. La renda per capita de la població era de 29.348 $. Entorn del 6,3% de les famílies i el 13,3% de la població estaven per davall del llindar de pobresa.

## Poblacions properes
El següent diagrama mostra les poblacions més properes.